# Laugh Killer Laugh
Laugh Killer Laugh es una película estadounidense de drama, suspenso y crimen de 2015, dirigida y escrita por Kamal Ahmed, musicalizada por Scott Hampton, en la fotografía estuvo Tom Agnello y los protagonistas son William Forsythe, Bianca Hunter y Tom Sizemore, entre otros. El filme fue producido por Seven Toro Productions y se estrenó el 25 de abril de 2015.

## Sinopsis
Luego de salir del coma, el ladrón de alhajas Frank Stone, cansado de su trabajo, se pone a hacer rutinas de humor, pero esto lo lleva a tener problemas con sus jefes, ya que no les agrada que exponga a la organización en sus monólogos.